# گوناوالا
گوناوالا (به لاتین: Gonawala) یک منطقهٔ مسکونی در سری‌لانکا است که در استان مرکزی (سری‌لانکا) واقع شده‌است.